# Nicolas Rostoucher
Nicolas Rostoucher (Colmar, 15 febbraio 1981) è un ex nuotatore francese.
Specializzato nello stile libero e nei misti ha partecipato a tre edizioni olimpiche: Sydney 2000, Atene 2004 e Pechino 2008.
Vincitore di quattro medaglie europee in vasca olimpica, nell'ottobre 2010 ha annunciato la fine della sua carriera agonistica all'età di 29 anni.

## Palmarès
- Europei

Berlino 2002: bronzo nei 400m misti.
Madrid 2004: bronzo nella 4x200m sl.
Budapest 2006: bronzo nei 400m sl e nei 1500m sl.
- Europei in vasca corta

Anversa 2001: bronzo nei 1500m sl.
- Giochi del Mediterraneo

Tunisi 2001: oro nei 400m misti.
Almerìa 2005: argento nei 400m misti e bronzo nella 4x200m sl.